# Carnaval à la Nouvelle-Orléans
Carnaval à la Nouvelle-Orléans est une suite pour deux pianos de Darius Milhaud composée en 1947.

## Présentation
Darius Milhaud compose Carnaval à la Nouvelle-Orléans à Mills College entre le 7 mars et le 6 avril 1947,.
Dédiée au duo de pianistes Gold et Fizdale (en), l'œuvre est créée par les dédicataires, Arthur Gold et Robert Fizdale, le 8 juillet 1947 au Michigan State College,.

## Structure
Carnaval à la Nouvelle-Orléans, d'une durée moyenne d'exécution de huit minutes quinze environ, est constitué de quatre mouvements, :
1. Mardi gras ! Chic à la paille !, qui « associe le mardi gras latino-américain à une inflexion jazz noire sous-jacente[4] » ;
2. Domino noir de Cajun, qui, à l'instar du dernier mouvement, reflète « l'héritage populaire français de la ville[4] » de La Nouvelle-Orléans ;
3. On danse chez Monsieur Degas, qui reprend le titre d'une peinture d'Edgar Degas qui représente une fête chez son frère, commerçant établi dans le quartier français[4] ;
4. Les mille cents coups.

Robert Matthew-Walker (en) note que le matériau thématique de la pièce « provient en grande partie de mélodies populaires de Louisiane, et les titres des quatre mouvements se passent d'explications ».
La partition est publiée par Belwin-Mills (après Leeds et M.C.A.). Dans le catalogue des œuvres de Darius Milhaud, Carnaval à la Nouvelle-Orléans porte le numéro d'opus 275,.

## Discographie sélective
- Milhaud: Music for two pianists – Stephen Coombs (en) et Artur Pizarro (pianos) – Hyperion CDA 67014, 1998.